# Пайнгерст (Массачусетс)
Пайнгерст (англ. Pinehurst) — переписна місцевість (CDP) в США, в окрузі Міддлсекс штату Массачусетс. Населення — 7368 осіб (2020).

## Географія
Пайнгерст розташований за координатами 42°31′52″ пн. ш. 71°14′0″ зх. д. / 42.53111° пн. ш. 71.23333° зх. д. (42.531200, -71.233370).  За даними Бюро перепису населення США в 2010 році переписна місцевість мала площу 9,76 км², з яких 9,66 км² — суходіл та 0,10 км² — водойми.

## Демографія
Згідно з переписом 2010 року, у переписній місцевості мешкали 7152 особи в 2382 домогосподарствах у складі 1941 родини. Густота населення становила 733 особи/км².  Було 2429 помешкань (249/км²).
Расовий склад населення:
| - 88,8 % — білих - 7,5 % — азіатів - 1,3 % — чорних або афроамериканців - 0,2 % — корінних американців |

До двох чи більше рас належало 1,5 %. Частка іспаномовних становила 2,3 % від усіх жителів.
За віковим діапазоном населення розподілялося таким чином: 25,5 % — особи молодші 18 років, 62,3 % — особи у віці 18—64 років, 12,2 % — особи у віці 65 років та старші. Медіана віку мешканця становила 39,8 року. На 100 осіб жіночої статі у переписній місцевості припадало 98,4 чоловіків;  на 100 жінок у віці від 18 років та старших — 95,5 чоловіків також старших 18 років.
Середній дохід на одне домашнє господарство  становив 114 333 долари США (медіана — 108 821), а середній дохід на одну сім'ю — 121 420 доларів (медіана — 113 239). Медіана доходів становила 73 750 доларів для чоловіків та 57 583 долари для жінок. За межею бідності перебувало 3,8 % осіб, у тому числі 3,1 % дітей у віці до 18 років та 3,4 % осіб у віці 65 років та старших.
Цивільне працевлаштоване населення становило 4033 особи. Основні галузі зайнятості: освіта, охорона здоров'я та соціальна допомога — 17,8 %, науковці, спеціалісти, менеджери — 14,8 %, роздрібна торгівля — 11,4 %, фінанси, страхування та нерухомість — 9,4 %.